# جيرمان ستيبانوفيتش تيتوف
جيرمان ستيبانوفيتش تيتوف (بالروسية: Герман Степанович Титов)‏ (11 سبتمبر 1935 - 20 سبتمبر 2000) كان رائد فضاء سوفيتي، وفي 6 أغسطس 1961، أصبح ثاني إنسان يدور حول الأرض، على متن فوستوك 2، سبقه يوري جاجارين في فوستوك 1. كان رابع شخص في الفضاء يحصي الرحلات دون المدارية لرائدي الفضاء الأمريكيين ألان شيبارد وغوس غريسوم.
أثبتت رحلة تيتوف أخيرًا أن البشر يمكنهم العيش والعمل في الفضاء. كان هو أول شخص يدور حول الأرض عدة مرات (مجموع دوراته 17 دورة)، وأول شخص يقود مركبة فضائية ويقضي أكثر من يوم في الفضاء. كان أيضًا أول من نام في المدار الفضائي وعانى من دوار الفضاء (كان أول شخص يتقيأ في الفضاء).
في حياته اللاحقة، واصل تيتوف العمل في برنامج الفضاء السوفيتي، ولعب دورًا رئيسيًا في المشروع الحلزوني حيث تدرب ليصبح أول طيار لطائرة فضائية مدارية. ومع ذلك، بعد وفاة يوري جاجارين في حادث طائرة عسكرية في عام 1968، قررت الحكومة السوفيتية أنها لا تستطيع تحمل خسارة رائد الفضاء الثاني، وهكذا انتهت مهنة تيتوف كطيار اختبار.
خدم تيتوف في القوات الجوية السوفيتية، وحصل على رتبة كولونيل عام.  في سنواته الأخيرة في روسيا ما بعد الاتحاد السوفيتي، أصبح سياسيًا شيوعيًا. على الرغم من اختياره ثانيًا، بعد جاجارين ، للطيران إلى الفضاء، كان تيتوف هو الذي اقترح لاحقًا على الحكومة السوفيتية الاحتفال بانتظام بيوم رواد الفضاء في 12 أبريل، يوم رحلة جاجارين.

## الجوائز وإرثه
حصل جيرمان تيتوف على لقب بطل الاتحاد السوفيتي، ووسامين لينين، والعديد من الميداليات والأوامر الأجنبية. حصل على لقب بطل العمل الاشتراكي في بلغاريا، وبطل العمل في فيتنام، وبطل منغوليا. سميت فوهة تيتوف على الجانب البعيد من القمر وجزيرة في خليج ها لونج باسمه.
في 6 أغسطس 2011، في الذكرى الخمسين لرحلة تيتوف، أُفتتح متحف جيرمان تيتوف الذي أُعيد بناؤه وتوسيعه في قريته بولكوفنيكوفو، كراي ألطاي.

## روابط خارجية
- جيرمان ستيبانوفيتش تيتوف على موقع IMDb (الإنجليزية)
- جيرمان ستيبانوفيتش تيتوف على موقع الموسوعة البريطانية (الإنجليزية)
- جيرمان ستيبانوفيتش تيتوف على موقع مونزينجر (الألمانية)
- جيرمان ستيبانوفيتش تيتوف على موقع قاعدة بيانات الفيلم (الإنجليزية)